# Olivier Roller
Olivier Roller (Strasburgo, 17 dicembre 1971) è un fotografo francese, specializzato nel ritratto fotografico.

## Biografia
Dopo aver studiato scienze politiche e giurisprudenza presso l'Istituto di studi politici di Strasburgo, ha poi optato per la carriera di fotografo.
Descrive il potere e l'influenza in Francia all'inizio del XXI secolo da parte degli individui che lo detengono: ministri, editori e imprenditori. Fra le persone da lui fotografate figurano Jeanne Moreau, Elie Wiesel, Bernard-Henri Lévy, Dominique Blanc, François Fillon e Claudia Schiffer. Il quotidiano Libération ne ha enfatizzato la capacità di mostrare le varie imperfezioni dei volti delle persone che ritrae.
Durante la sua prima collaborazione con il Louvre realizzò una serie di ritratti dei busti di imperatori e di altre figure importanti dell'epoca romana. Dal 27 settembre 2017 al 2 luglio 2018 quattro sue fotografie di Luigi XIV, Giulio Cesare, Bernard-Henri Lévy e Jacques Vergès vennero esposte al Louvre per la mostra Théâtre du pouvoir ("Teatro del potere").
Nel 2021 realizzò un serie fotografica sui disegni che i sopravvissuti all'attentato al Bataclan del 2015 si erano fatti tatuare sul corpo in memoria dell'evento. Nel 2022 portò a termine un progetto fotografico sui ritratti dei rifugiati ucraini dalla guerra.

## Esposizioni
- 2017–2018 : Musée du Louvre, «Théâtre du Pouvoir »[10]
- 2017 : Centre des monuments nationaux, château d'Angers, installation La Cathédrale de fil
- 2017 : Maison européenne de la photographie, acquisitions récentes – Paris
- 2016 : Palazzo Al-Temps / Museo Nazionale Romano, Roma[11]
- 2016 : «Les larmes de la terre», The Temple (Pékin), Banpo (Xi-An), Changsha, Dunhuang – Chine[12]
- 2015 : «Oser la photographie», musée Réattu, Arles[13]
- 2015 : «Carte blanche à Olivier Roller », Mobilier national, musée des Gobelins, Paris[14]
- 2015 : «Aller Dehors », La Criée, centre d’art contemporain, Rennes[15]
- 2014 : «Figure di potere», Spazionuovo, Rome
- 2014 : «Lumières », Museo Cognacq-Jay, carte blanche à Christian Lacroix, Paris[16]
- 2013 : «Mon île de Montmajour », abbaye de Montmajour, centre des monuments nationaux commissariat Christian Lacroix, Arles[17]
- 2013 : «Rodin, la lumière de l’antique», musée de l'Arles antique, Arles
- 2010–2013 : «Figures du pouvoir 1 », exposé à :
  - La Filature, Mulhouse[18]
  - Musée des Moulages, Lyon[19]
  - MIA Art Fair, Milan
  - Villa Aurélienne, Fréjus[20]
  - SpazioNuovo, Rome, festival Foto Roma[21]
  - Festival Fotoleggendo, Rome[22]
  - Grange de Dorigny, Losanna & participation au colloque universitaire «Le visage dans tous ses états »[23]
  - Musée de la photographie André Villers, Mougins[24]
  - Institut culturel de Fukuoka (Japon)[25]
  - Institut franco-japonais, Tokyo[26]

## Pubblicazione
- anni 2010
  - 2016 : Nefta[27] – Éditions de l'Air, des livres[28] Photographies prises dans les environs de Nefta dans le desert Tunisien, lieu de tournage des premiers Star Wars. (ISBN 978-2-9526699-5-5)
  - 2015 : Visage mis à nu – Regard sur 20 ans de portraits – 304 pages – 200 portraits.[29] Sous la direction de Bruno Chibane. Contributions ou interviews de Rodolphe Burger, Jean-Claude Brisseau, Daniel Cohn-Bendit, Christophe Donner, Clara Dupont-Monod, Mike Hodges, Julia Kerninon, André S. Labarthe, Jean-Luc Nancy, Nathalie Quintane... Chic Média Éditeur (ISBN 978-2-9544852-0-1)
  - 2011 : 10 MAI 81, une journée particulière[30], accompagnée de textes d'Emmanuel Lemieux, Bourin Éditeur (ISBN 978-2-84941-231-2)
- anni 2000
  - 2007 : Face(s)[31], 31 écrivains réagissent au portrait qu'Olivier Roller a fait d'eux, éditions Argol (ISBN 978-2-91597-821-6)
  - 2005 : Clarita's Way[32] (bilingue français – anglais), exergue de Gertrude Stein, postface de Clara Dupont-Monod, traduction de Philippe Aronson, L'opossum Éditions ISBN 978-295209-420-7)
  - 2002 : Aperghis, kaléidoscope d'une résidence, textes d'Isabelle Freyburger, Jempresse Éditions & Desmaret (ISBN 978-291367-523-0)